# Darmschrittmacher
Darmschrittmacher sind eine Therapieform bei Stuhlinkontinenz. Sie stimulieren mit leichten elektrischen Impulsen (Neurostimulation) gezielt die für die Kontinenz zuständigen Sakralnerven im Bereich des Kreuzbeins.

## Funktionsweise
Die Neurostimulation mittels Darmschrittmacher korrigiert elektrische Impulse der Nerven (Aktionspotentiale), die ungewollt oder irrtümlich die Mitteilung eines vollen Rektums über die Sakralnerven an das Gehirn leiten. Das Verfahren verwendet dazu ebenfalls schwache elektrische Impulse, die über einen im Gesäß des Patienten implantierten Stimulator an die Sakralnerven gesendet werden.

## Bedeutung der Teststimulation
In einer Teststimulation mit externem Stimulator wird überprüft, ob der behandelnde Arzt den richtigen Nerv zur Stimulation gefunden hat und der Patient auf die Therapie anspricht. Der Arzt führt dazu eine Elektrode in den Kreuzbeinbereich ein und schließt die Elektrode an einen externen Stimulator an, der während der gesamten Testphase an einem Gürtel getragen wird. Verspürt der Patient in der mehrwöchigen Testphase eine deutliche Besserung seiner Symptome, wird in einer etwa einstündigen Operation ein Darmschrittmacher implantiert und mit der Elektrode verbunden. Der Patient kann die Stromstärke der Impulse in vorher vom Arzt festgelegten Grenzen selbst regulieren und, wenn nötig, das Gerät kurzzeitig auch ganz ausschalten.

## Kapazität des Energiespeichers
Der Darmschrittmacher wird von einer Batterie betrieben, deren Lebensdauer von der individuellen Einstellung und dem Gebrauch des Schrittmachers abhängt: Je geringer der Energiebedarf des Gerätes im Einsatz ist, umso länger ist auch die Laufzeit der Batterie. Durchschnittlich liegt die Lebensdauer bei sechs Jahren. Der Austausch des Darmschrittmachers bei leerer Batterie erfolgt über einen kleinen Hautschnitt unter lokaler Betäubung. 

## Studienergebnisse
In klinischen Studien konnten bis zu 80 Prozent der Patienten durch den Darmschrittmacher wieder Kontrolle über ihren Schließmuskel erlangen.